# Bläsebo (naturreservat)
Bläsebo är ett naturreservat i Ydre kommun i Östergötlands län.
Området är naturskyddat sedan 2012 och är 20 hektar stort. Reservatet ligger väster om gården Bläsebo och omfattar våtmarker kring Svartgölen och en rullstensås. Reservatet består av blandskog med gamla granar och tallar. 